# Марков, Евгений Сергеевич
Евгений Сергеевич Марков (1865—1916) — русский учёный-лимнолог.

## Биография
Родился в 1865 году.
В 1885 году окончил Императорскую Николаевскую Царскосельскую гимназию. Высшее образование получал в Юрьевском и Московском университетах. Затем продолжил обучение за границей. Работал под руководством французского океанографа профессора Тулэ в Нанси.
Первой научной работой стали результаты поездки на озеро Гокчу летом 1894 года (СПб., 1895). Следующая работа: О методах исследования озер: Методика лимнологии (СПб., 1902), за которую в 1908 году он получил в Киевском университете, где читал с 1903 года лекции, степень магистра географии.
По поручению Министерства государственных имуществ и земледелия посетил ряд областей Российской империи.
С 1909 года в качестве приват-доцента читал лекции в Санкт-Петербургском университете. В 1912 году за 1-ю часть исследования «Озеро Гокча. Географическое описание озера» он получил от университета степень доктора географии.
Был активным членом Императорского Русского географического общества. Во многом именно благодаря его стараниям стало возможным осуществление проекта по изданию в 1914 году карты мира в масштабе 1:1.000.000.
Умер в 1916 году после тяжёлой болезни. После его смерти он указывался как один из составителей в издававшихся учебных материалах по географии: «Австралия с Океанией: Тетрадь-атлас с вопросами и упражнениями по географии» (Петроград, 1922); Африка: Тетрадь-атлас с вопросами и упражнениями по географии (Петроград, 1922).